# Andreas Trebels
Andreas Heinrich Trebels (* 9. Januar 1937; † 27. Juli 2021 in Ronnenberg) war ein deutscher Sportpädagoge und Hochschullehrer.

## Leben
Trebels war an der Pädagogischen Hochschule Karlsruhe tätig, ehe er 1971 eine Professorenstelle an der Universität Mainz antrat. 1974 ging er an die Universität Hannover, wo er am Institut für Sportwissenschaft bis zu seinem Ruhestand 2002 eine Professur innehatte.
Seine Forschungsschwerpunkte lagen im „dialogischen Bewegungskonzept“, im Schulsport, in Fragen der Geschlechterrollen im Sport und in wissenschaftstheoretischen Aspekten der Sportpädagogik innerhalb der Sportwissenschaft. Trebels beschäftigte sich mit den Begriffen Naturbeherrschung und Natursehnsucht, mit dem Bewegungsgefühl, mit Fairness im Sport, 1983 brachte er das Buch „Spielen und Bewegen an Geräten“ heraus, in dem er Möglichkeiten von Bewegungserfahrungen im Turnen erläuterte.
Trebels war 1976 Gründungspräsident der Deutschen Vereinigung für Sportwissenschaft (DVS) und blieb bis 1979 im Amt. Ihm wird zugeschrieben, der bundesdeutschen Sportwissenschaft in den Anfangsjahren der Vereinigung als Vorsitzender ein „öffentlich wahrnehmbares Gesicht als Personenvereinigung über alle akademischen Statusgruppen hinweg“ zu verschaffen. 2005 wurde Trebels mit der Goldenen Ehrennadel der DVS ausgezeichnet.
Er war Mitbegründer und lange Zeit Mitherausgeber der Zeitschrift „Sportpädagogik“.